# شارع ويليام
شارع ويليام هو شارع يقع في الحي المالي بمنطقة مانهاتن السفلى في مدينة نيويورك. يمتد بشكل عام من الجنوب الغربي إلى الشمال الشرقي، ويقطع شارع وول ستريت. عند تقاطعه مع شارع بيفر (Beaver Street)، ينقسم شارع ويليام إلى قسمين:
الجزء الغربي يُعرف باسم ساوث ويليام ستريت (South William Street) وينتهي عند برود ستريت (Broad Street).
أما الجزء الشرقي فيستمر باسم ويليام ستريت وينتهي عند ستون ستريت (Stone Street). و تقع النهاية الشمالية للشارع عند شارع سبروس (Spruce Street). شمال شارع بيكمان (Beekman Street)، أمام مستشفى نيويورك داونتاون، يُعد شارع ويليام مخصصًا للمشاة فقط.

## تاريخ
يُعتبر شارع ويليام واحدًا من أقدم الشوارع في مانهاتن، ويمكن رؤيته في خطة كاستيلو (Castello Plan) التي تعود لعام 1660 لمدينة نيو أمستردام
كان يُعرف سابقًا باسم شارع الملك (King Street)، لكنه أُعيدت تسميته لاحقًا إلى "ويليام" تيمنًا بـ ويليم بيكمان (Willem Beekman) الذي وصل إلى نيو أمستردام عام 1647 برفقة بيتر ستويفسانت (Peter Stuyvesant).
```
بدأ بيكمان عمله كموظف في شركة الهند الغربية الهولندية، ثم شغل منصب عمدة المدينة الناشئة لتسع فترات.
```

## المعالم التاريخية:
تميل المباني الواقعة على شارع ويليام إلى خدمة الطابع المالي للمنطقة، وتشمل شققًا سكنية فاخرة، مكاتب إدارية، ومركز مؤتمرات واحد على الأقل.
ومن أبرز المباني المطلة على شارع ويليام:
- 1 ويليام ستريت
- 13-23 ساوث ويليام ستريت (بُنيت على الطراز المعماري الهولندي الكولونيالي المتجدد)
- 85 برود ستريت (مقر شركة جولدمان ساكس سابقًا)
- 2 ساوث ويليام ستريت (مطعم دلمونيكو الشهير)
- 15 ويليام
- 20 إكستشينج بليس (Exchange Place)
- 55 وول ستريت
- 48 وول ستريت
- 28 ليبرتي ستريت
- 33 ليبرتي ستريت (البنك الاحتياطي الفيدرالي لمدينة نيويورك)
- 130 ويليام
- مستشفى نيويورك داونتاون
- جامعة بيس (Pace University)
- ذا نيو سكول (The New School)
- كنيسة سيدة النصر (Our Lady of Victory Church) – مانهاتن